# Richarlison
Richarlison de Andrade (Nova Venécia, 10 mei 1997) is een Braziliaans voetballer die doorgaans als aanvaller speelt. Hij tekende in juli 2022 bij Tottenham Hotspur, dat circa 58 miljoen euro voor hem betaalde aan Everton. Richarlison debuteerde in 2018 in het Braziliaans voetbalelftal.

## Clubcarrière
Richarlison speelde in de jeugd bij Real Noroeste en América. Hij debuteerde op 4 juli 2015 in het eerste team van América in een wedstrijd in de Série B tegen Mogi Mirim. Hij maakte meteen zijn eerste competitietreffer. Zes dagen later was Richarlison opnieuw trefzeker tegen ABC Futebol Clube. Hij maakte in 2015 negen doelpunten in 24 competitiewedstrijden. América en hij eindigden dat seizoen op de vierde plaats in de eindstand, goed voor promotie naar de Série A.
Richarlison verruilde América in januari 2016 voor Fluminense. Hiervoor maakte hij op 15 mei 2016 zijn debuut in de Série A, in een met 0–1 gewonnen wedstrijd tegen zijn vorige club América. Hij speelde dat jaar 28 competitiewedstrijden, waarin hij vier keer scoorde. Hij debuteerde een seizoen later voor Fluminense in de Copa Sudamericana. Hierin scoorde hij tijdens overwinningen op Liverpool Montevideo en Universidad Católica.
Na drie seizoenen in de Braziliaanse competitie, tekende Richarlison in augustus 2017 bij Watford. Dat betaalde circa 12 miljoen euro voor hem. Hij speelde zich meteen in de basiself bij de Engelse club. Na een eerste seizoen in de Premier League waarin hij geen wedstrijd miste, tekende Richarlison bij zijn volgende Engelse club, Everton. Dat legde op zijn beurt 45 miljoen euro voor hem neer. Richarlison werd ook hier direct basisspeler. Hij maakte in zijn debuutwedstrijd uit tegen Wolverhampton Wanderers (eindstand: 2–2) meteen allebei de doelpunten voor zijn team. Doordat hij dat jaar ook scoorde tegen onder meer Leicester City, Brighton & Hove Albion (twee keer), Newcastle United (twee keer), zijn oude club Watford, Chelsea en Manchester United haalde zijn doelpuntenproductie dat seizoen voor het eerst de dubbele cijfers.
Op 1 juli 2022 presenteerde Tottenham Hotspur FC Richarlison voor een transferbedrag van 58 miljoen euro. Hij tekende een vijfjarig contract.

## Clubstatistieken
| Seizoen | Club              | Competitie     | Competitie | Competitie | Beker | Beker | Internationaal | Internationaal | Totaal | Totaal |
| Seizoen | Club              | Competitie     | Wed.       | Dlp.       | Wed.  | Dlp.  | Wed.           | Dlp.           | Wed.   | Dlp.   |
| ------- | ----------------- | -------------- | ---------- | ---------- | ----- | ----- | -------------- | -------------- | ------ | ------ |
| 2015    | América           | Série B        | 24         | 9          | 0     | 0     | —              | —              | 24     | 9      |
| 2016    | Fluminense        | Série A        | 28         | 4          | 0     | 0     | —              | —              | 28     | 4      |
| 2017    | Fluminense        | Série A        | 14         | 5          | 0     | 0     | 4              | 2              | 18     | 7      |
| 2017/18 | Watford           | Premier League | 38         | 5          | 3     | 0     | —              | —              | 41     | 5      |
| 2018/19 | Everton           | Premier League | 35         | 13         | 3     | 1     | —              | —              | 38     | 14     |
| 2019/20 | Everton           | Premier League | 36         | 13         | 5     | 2     | —              | —              | 41     | 15     |
| 2020/21 | Everton           | Premier League | 34         | 7          | 6     | 6     | —              | —              | 40     | 13     |
| 2021/22 | Everton           | Premier League | 30         | 10         | 3     | 1     | —              | —              | 33     | 11     |
| 2022/23 | Tottenham Hotspur | Premier League | 27         | 1          | 2     | 0     | 6              | 2              | 35     | 3      |
| 2023/24 | Tottenham Hotspur | Premier League | 28         | 11         | 3     | 1     | —              | —              | 31     | 12     |
| 2024/25 | Tottenham Hotspur | Premier League | 9          | 2          | 2     | 0     | 3              | 1              | 14     | 3      |
| Totaal  | Totaal            | Totaal         | 300        | 79         | 27    | 11    | 13             | 5              | 340    | 95     |

Bijgewerkt op 31 maart 2025.

## Interlandcarrière
Richarlison kwam van 2016 tot en met 2017 uit voor Brazilië –20, waarmee hij deelnam aan het Zuid-Amerikaans kampioenschap –20 van 2017. Hij debuteerde op 8 september 2018 onder bondscoach Tite in het Braziliaans voetbalelftal, tijdens een met 0–2 gewonnen oefenwedstrijd in en tegen de Verenigde Staten. Hij kwam die dag in de 75e minuut in het veld als vervanger van Roberto Firmino. Richarlison maakte vier dagen daarna zowel zijn eerste als zijn tweede interlanddoelpunt. Hij schoot Brazilië toen zowel op 2–0 als op 4–0 in een met 5–0 gewonnen oefeninterland tegen El Salvador.
Tite nam Richarlison een jaar na zijn debuut mee naar de Copa América 2019. Hierop had hij basisplaatsen in de eerste twee groepsduels, tegen Bolivia en Venezuela. Daarna miste hij de volgende drie wedstrijden wegens ziekte. Hij kwam in de finale tegen Peru in de 75e minuut in het veld als vervanger voor Roberto Firmino. Een kwartier later breidde hij de voorsprong van Brazilië vanaf de strafschopstip uit naar 3–1, tevens de eindstand.

## Erelijst
| Competitie             | Winnaar           | Winnaar           | Runner-up         | Runner-up         | Derde             | Derde             |
| Competitie             | Aantal            | Jaren             | Aantal            | Jaren             | Aantal            | Jaren             |
| Brazilië onder 23      | Brazilië onder 23 | Brazilië onder 23 | Brazilië onder 23 | Brazilië onder 23 | Brazilië onder 23 | Brazilië onder 23 |
| ---------------------- | ----------------- | ----------------- | ----------------- | ----------------- | ----------------- | ----------------- |
| Olympische Zomerspelen | 1x                | 2020              |                   |                   |                   |                   |
| Brazilië               |                   |                   |                   |                   |                   |                   |
| CONMEBOL Copa América  | 1x                | 2019              |                   |                   |                   |                   |
| Tottenham Hotspur      |                   |                   |                   |                   |                   |                   |
| UEFA Europa League     | 1x                | 2024/25           |                   |                   |                   |                   |